# Schloss Eggendobl

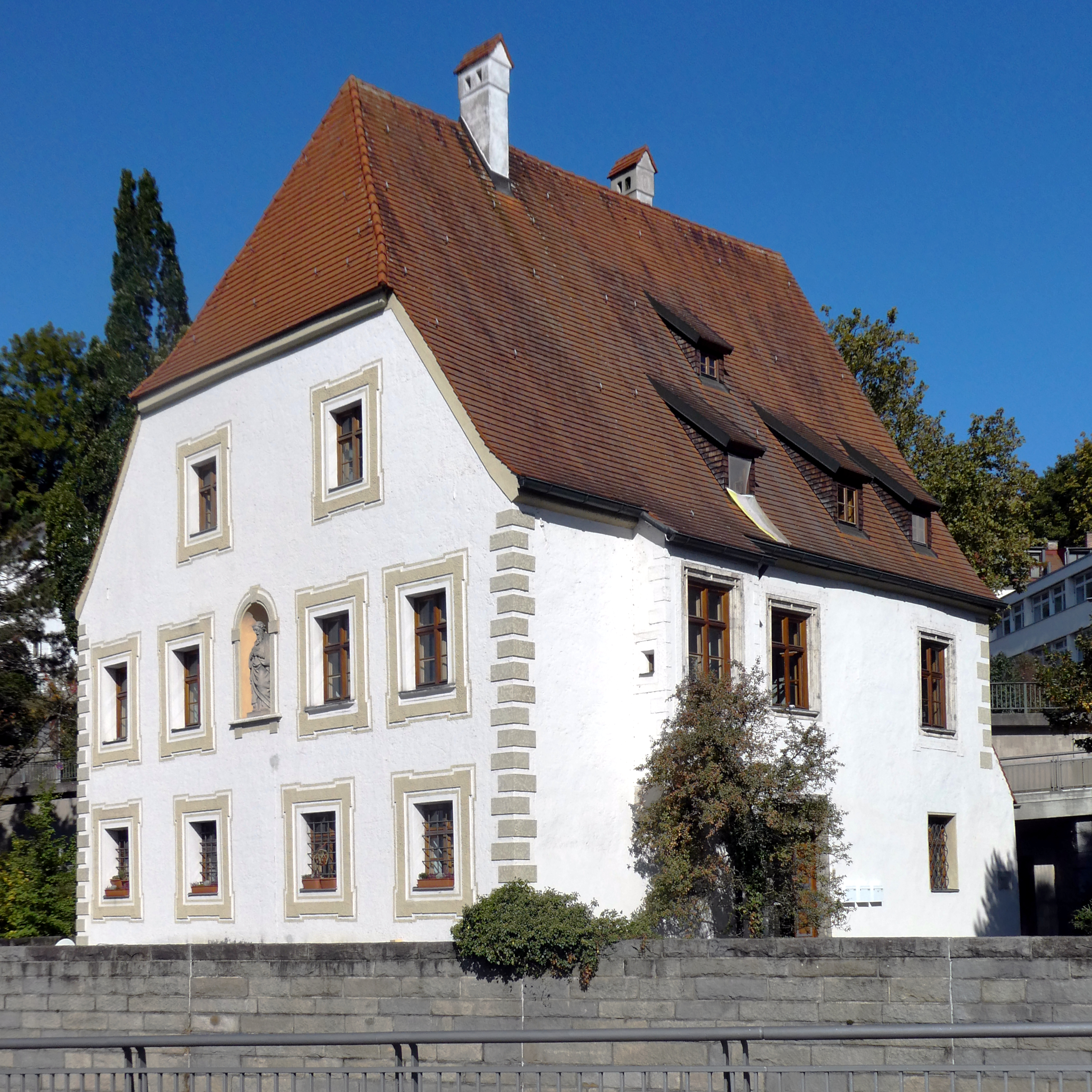
Schloss Eggendobl

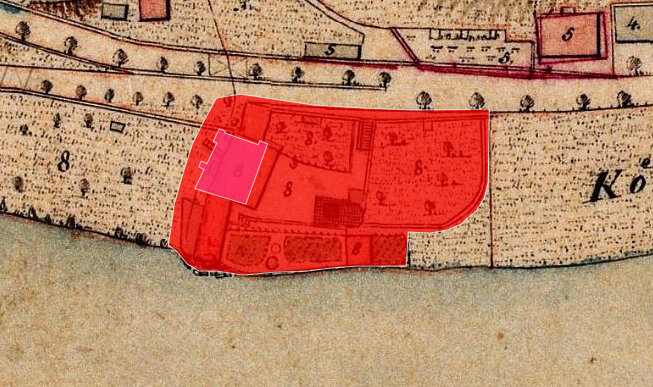
Lageplan von Schloss Eggendobl auf dem Urkataster von Bayern

Das ehemalige fürstbischöfliche Schloss Eggendobl ist ein Schloss in Passau. Es steht am linken Donauufer unterhalb von Schloss Freudenhain. Die Anlage wird als Bodendenkmal unter der Aktennummer D-2-7446-0139 im Bayernatlas als „untertägige spätmittelalterliche und frühneuzeitliche Befunde und Funde im Bereich von Schloss Eggendobl“ geführt. Ebenso ist sie unter der Aktennummer D-2-62-000-669 als Baudenkmal von Eggendobl verzeichnet.

## Geschichte
Eggendobl wird um 1380 als Lehen des Hochstifts Passau erstmals erwähnt. 1394 baute Fürstbischof Georg von Hohenlohe seinen Landsitz erheblich aus. Ende des 15. Jahrhunderts war das Schloss im Besitz des Passauer Patriziers Vinzenz Pelchinger. 1554 erwarb es der fürstbischöfliche Hofkanzler Aurelius Renninger, der eine Hauskapelle anbauen ließ. Anfang des 17. Jahrhunderts war Dompropst Christoph von Pötting Eigentümer des Bauwerks, der 1613 durch Francesco Garbanino im Südosten eine Schlosskirche errichten ließ. 1690 kaufte Fürstbischof Johann Philipp von Lamberg das Schloss vom Grafen Johann Franz von Thun und verlegte das Landgericht von der Veste Oberhaus hierher. Das Schloss wurde Sitz eines Pflegers.
Nach der Säkularisation in Bayern ersteigerte 1814 Freiherr Gugler zu Zeilhofen das Haus. 1833 richtete der Nymphenburger Porzellandreher Johann Georg Kumpf hier eine Porzellanmanufaktur ein, doch bald musste die Niederlassung wegen der begrenzten Räumlichkeiten verlegt werden. Das Schloss wurde nun zum Wohnhaus umgebaut, und an der Fassade brachte man eine Steinfigur des heiligen Philippus an. Beim Bau der Schanzlbrücke und ihren Zufahrten 1970 konnte das Gebäude vor dem Abbruch bewahrt werden, doch Schlosskirche, Wehrmauern und Gerichtsverwalterstöckl wurden abgerissen bis auf eine bemalte Renaissance-Balkendecke, die ins Römermuseum Kastell Boiotro kam.